# Burak Kaplan
Burak Kaplan (Colonia, 2 gennaio 1990) è un ex calciatore tedesco naturalizzato turco, di ruolo centrocampista.